# Aloe serra
Aloe serra é uma espécie de liliopsida do gênero Aloe, pertencente à família Asphodelaceae.